# Ian Lake
Ian Lake (Basseterre, 9 marzo 1982) è un calciatore nevisiano, attaccante del Newtown United e della Nazionale nevisiana.

## Carriera

### Club
Gioca dal 1998 al 2004 al Newtown United. Nel 2004 si trasferisce al Sabah. Nel 2005, dopo aver giocato al Tobago United, torna al Newtown United. Nel 2006, dopo una breve esperienza al Positive Vibes, torna al Newtown United.

### Nazionale
Debutta in Nazionale nel 2002.